# 我孫子市立我孫子第二小学校
我孫子市立我孫子第二小学校（あびこしりつ あびこだいにしょうがっこう）は、千葉県我孫子市下ケ戸にある公立小学校。通称は「二小」（にしょう）。我孫子市でも歴史が古い小学校である。

## 所在地
天王台駅から歩いて約30分、東我孫子駅から歩いて約25分のところにあり、正門前に国道356号線が通っている。その特殊とも言える立地条件から、校庭が2つあるという珍しい学校である。校舎より北の方向には水田が広がっており、茨城県取手市も望むことができる。また天気の良い日には筑波山が見えたり、東京スカイツリーが見えたりすることもある。

## 校舎・施設
校舎
鉄筋コンクリートの4階建ての旧校舎と、木造平屋建ての新校舎の2つの校舎がある。
木造の新校舎は5、6年生が使用しており、教室が6つある。トイレや水道も新校舎に備わっている。この新校舎は2013年から使用が開始された校舎である。
旧校舎は一般的な鉄筋コンクリートの造りで、主に1〜4年生が使用する。職員室や図書室などの施設もすべて旧校舎にある。
校庭
正門側で高台に位置している校庭（上の校庭）と、校舎裏で低い場所に位置する校庭（下の校庭）の2つがある。
上の校庭は、大きな2本の楠木や花壇があるなどやや手狭であるのに対し、下の校庭はサッカーや野球が出来る程度に広い敷地である。
ふれあい王国
鳥の飼育小屋。正門を入ってすぐ右にある。アヒル、ニワトリ、烏骨鶏、クジャク、ウサギ、を飼育している。
わくわく動物ランド
ヤギとヒツジの飼育小屋。下の校庭の端にある。3年生がヤギ、4年生がヒツジの世話を担当している。数年前にはヤギとヒツジが合わせて10頭以上いたが、現在は親の羊が2頭、子羊(2016年、3月頃に誕生)が2頭と減っている。

## 歴史
1889年　明治22年　我孫子尋常小学校岡発戸分教場として創設。
1923年　大正12年　学級数4クラス、児童数170人という記録がある。
　　　　　この年の9月に関東大震災があったが、たいした被害はなかった。
1953年　昭和28年　我孫子町東部国民学校と改名され、児童数が一気に増えた。
　　　　学校前の県道(現在の国道365号線)の修理により、校門を移転して、新しく作り替える。
1954年　昭和29年　平屋建て2教室が出き、特別教室となる。
1973年　昭和48年　プールが完成。
1977年　昭和52年　新校舎建設の為、木造二階建ての校舎を動かした。
　　　　　体育館建設開始。
1988年　昭和63年　創立100周年記念。
2018年　平成30年　創立130周年記念。

## 教育方針
「元気でやさしい子ども」
「力をあわせる子ども」
「必ずやりぬく子ども」
をモットーにしている。

## 行事・体験学習
特有な物のみ記載。
どろんこ遊び
2年生の行事。田植え前の水田で泥遊びをする。
動物の飼育
2年生が鳥などの小さい動物、3年生がヤギ、4年生がヒツジを飼育し、命の大切さを学ぶ。
稲作
5年生と6年生の行事。5年生は秋に収穫祭を行い、収穫した米で作った餅を5年生の全員でパック詰めし、全校生徒に配布する。6年生は我孫子第二小学校から徒歩数分の「谷津田」という自然が集まる場所の一角で古代米の栽培を行う。米の栽培の指導については地域の方がボランティアとしてやっている。

## その他
- 生徒数は昭和50 - 60年代をピークに減少傾向にある。しかし2007年4月6日時点で2・3年生は3クラスあり[2]、長く続いていた2クラス体制は途切れた。
- 2019年度卒業生は、3クラス体制であり、この時の学年児童数は82人であった。ベビーブームの時は、4クラスもあったと卒業生が語っている。
- 21世紀の教育のキーワード「生きる力の教育」「学校と地域の連携」を先どりした夢のある小学校というアプローチにより1998年4月には『「地域の先生」と創るにぎやか小学校』（農山漁村文化協会）というタイトルで本が出版された。

## 主な進学先中学校
- 我孫子中学校
- 湖北中学校
- 湖北台中学校